# Spirit MC
Spirit Martial Challenge（スピリット・マーシャル・チャレンジ、略称Spirit MC） は、韓国の総合格闘技団体。

## 概要
2003年4月に開催された初めての大会に始まりに、PRIDEでも活躍したデニス・カーンなどの韓国の格闘家らが活躍している。ケーブルチャンネルXTMで放映した激闘家のリアリティ番組「Go!スーパーコリアン」シリーズと大会中継を契機に韓国の大衆に認知されることになった。
大会は「スピリットMC・プロリーグ」、「スピリットMC・インターリーグ」、「スピリット・アマチュアリーグ」の3つに分かれる。アマチュアリーグはアマチュア格闘家らのためのリーグで米国野球のマイナーリーグのようにプロリーグに上がるための踏み台になる。インターリーグはその中間の性格で実力を証明したアマチュア選手たちとプロ選手たちがすべて出場する大会である。
2007年3月、「EliteXC」を運営するProEliteに買収された。

## 階級・王座
| 階級         | 重量区分 | 王者           |
| ------------ | -------- | -------------- |
| ヘビー級     | +80kg    | デニス・カーン |
| ミドル級     | -80kg    | イム・ジェソク |
| ウェルター級 | -70kg    | イ・グァンヒ   |

### 歴代王者
- ナム・ウイチョル（前ウェルター級王者）
- イム・ジェソク（前ミドル級王者）
- イ・ウンス（前ヘビー級王者）
- イ・チソン（前ミドル級王者）
- ナ・ムジン（前ミドル級王者）
- イ・ミョンジュ（初代王者）